# قرية الطيبات
قرية الطيبــــات
هي قرية موريتانية تقع على بعد 7,5 كلم شرق مدينة بتلميت بولاية أترارزة ويمر بمحاذاتها طريق الأمل الرابط بين مدينة أنواكشوط و مدينة النعمة في أقصى الشرق الموريتانى.
تسكن القرية فصيلة أولاد موسى المنتمية إلى قبيلة أولاد أبيري وهذه المجموعة تنحدرمن الجد الجامع موسى و من ضمن أفرادها علماء و شعراء و مجاهدين وحفظة قرآن من أشهرهم سيدي ولد لحبوس و عبدوولد سيد أحمد ولد علي و عبد الجليل ولد محمد و أحمدو ولد أعبيدك (أحد مقاومي الإستعمار الفرنسى في البلاد) و ابن مالك ولد الصالح و شداد ولد إبراهيم اخليل و محمذن ولد عبد الجليل و الناجى ولد شداد و آكه ولد علي و علي ولد أبن مالك.....
ينتمي لهذه القرية أطر و حملة شهادات و هي قرية حديثة النشأة وتتميز بتخطيط عمراني محكم.
مساحة القرية 3.5 كلم مربع ويوجد بها محظرتان لتعليم القران الكريم و علوم الدين و اللغة العربية, وتقدم بهما الإجازة في القرآن الكريم ويدرس بهما سبعون طالبا كما تتوفر القرية على مسجدين.
أما المناخ السائد فيتميزبالإعتدال غالبا.